# リダニヤの戦い
リダニヤの戦い（英:Battle of RidaniyaまたはRidanieh; トルコ語:Ridaniye Muharebasi; アラビア語:معركة الريدانية)は、1517年1月22日、エジプトにおいてセリム１世率いるオスマン帝国軍がアシュラフ・トゥーマーンバーイ率いるマムルーク朝軍に勝利した戦いである。カイロに侵入したオスマン軍はトゥーマーンバーイの首をカイロの門に掲げたとも、死体を門に吊るし、3日後に埋葬したとも言われている。
オスマン帝国の大宰相ハディム・シナン・パシャが戦死し、セリム１世は「我々は戦いに勝ったが、シナンを失った」と話したという。

## 戦闘の推移
トゥーマーンバーイはサラヒア(Salahia)まで進軍することを決意し、そこで砂漠の行軍により憔悴したオスマン軍と遭遇したが、首長らの反対に屈し、カイロ郊外のリダニヤに陣を敷くことにした。オスマン帝国は戦闘をすることなくリダニヤに達し、1月22日に戦闘が始まった。トゥーマーンバーイは自らオスマン軍の歩兵に切り込み、セリム１世の幕営にまで達したが、結局エジプト軍はナイル川の上流へ敗走した。オスマン軍はカイロに侵入し、暴虐の限りが尽くされた。翌日到着した宰相は兵士らの狼藉をやめさせるため、カリフであるムタワッキル３世に慈悲を求める布告を出させたが、狼藉がやむことはなかった。数日後、セリム１世とムタワッキル3世がカイロに入城すると、ようやく略奪はやんだ。
翌日の夜、ベドウィンに加勢されたトゥーマーンバーイが再び現れ、一時オスマン軍をカイロから追い散らした。しかし圧倒的な勢力で再び攻め寄せたオスマン軍を前に、スルタンはナイルを渡ってギザに逃亡し、後に上エジプトに亡命した。
勝利に満足したセリム１世は恩赦を意味する紅白の旗を幕営に掲げさせたが、マムルークは恩赦の対象から外された。マムルークを匿ったものは死罪にすると宣言され、これにより発見された800人が斬首された。